# Peter Ehimi
Peter Junior Ehimi (Modena, 27 maggio 1999) è un hockeista su pista italiano, di ruolo attaccante dell'Amatori Modena 1945.